# Ozola pannosa
Ozola pannosa är en fjärilsart som beskrevs av Holloway 1976. Ozola pannosa ingår i släktet Ozola och familjen mätare. Inga underarter finns listade i Catalogue of Life.